# Så var det med det lilla helgonet
Så var det med det lilla helgonet är en kuplett från 1955 skriven och framförd av Karl Gerhard. Musiken gjordes av René Gaston Wahlberg (ursprungligen en instrumental låt, Hindersmäss; senare känd som Johan på Snippen med text av bondkomikern Theodor Larsson alias "Skånska Lasse").
Texten handlar bl.a. om Torsten Nothin, Östen Undén, Gustaf V, Kurt Haijby och Ingrid Bergman.
En del av texten lyder: Uti palatset som byggts av Tessin, 
satt som en påve herr Torsten Nothin. 
Wallenbergs umgicks han med, och vår kung
ringde till Torsten då kronan blev tung.
Men vår regering trivs ej med för' detta övertståten,
men Undén han säger har man ta'tt Nothin i båten, 
ja, då får man ro 'en i land såklart, 
han börja' ju dock som socialdemokrat. 
Sen blev han med hovet och med Haijby en intim en, 
vänskapen den kröntes logiskt nog med serafimen. 
Per Albin i sin röda himmel lär lett, 
- Så var det med det lilla helgonet!